# ルイビルスラッガー

ロゴ（Hillerich & Bradsby社）

ルイビルスラッガー （Louisville Slugger）はアメリカ合衆国ケンタッキー州ルイビルのスポーツ用品メーカー「ヒラリック&ブラズビー社」のブランド。カタカナ転写には揺れが有り、最初に現れるSは英語では発音しないが、ウイルソン社の日本正規代理店であるアメアスポーツジャパン株式会社は「ルイスビルスラッガー」と転写している。

## 概要
創業120年以上を誇り、ローリングスと並ぶ老舗野球用品メーカーである。特にバットにおいて力を入れており、かつてのベーブ・ルースをはじめアメリカ野球殿堂入りの野手の80％が同社のバットを使用していたなどメジャーリーグでは圧倒的シェアを占めており、現在においてもデレク・ジーター、アレックス・ロドリゲスを筆頭に60％の選手が使用している。
日本ではルイビルにSのスペルが入っていることから「ルイスビルスラッガー」と呼称、表記される事が多い（現在のウィルソン社HPにおいてもこの表記）。ロバート・マックロスキーの児童文学作品『ゆかいなホーマーくん』では「ルイスビル強打者」と表記されているが、これは訳者の石井桃子が綴りそのままに翻訳したため。

## 歴史

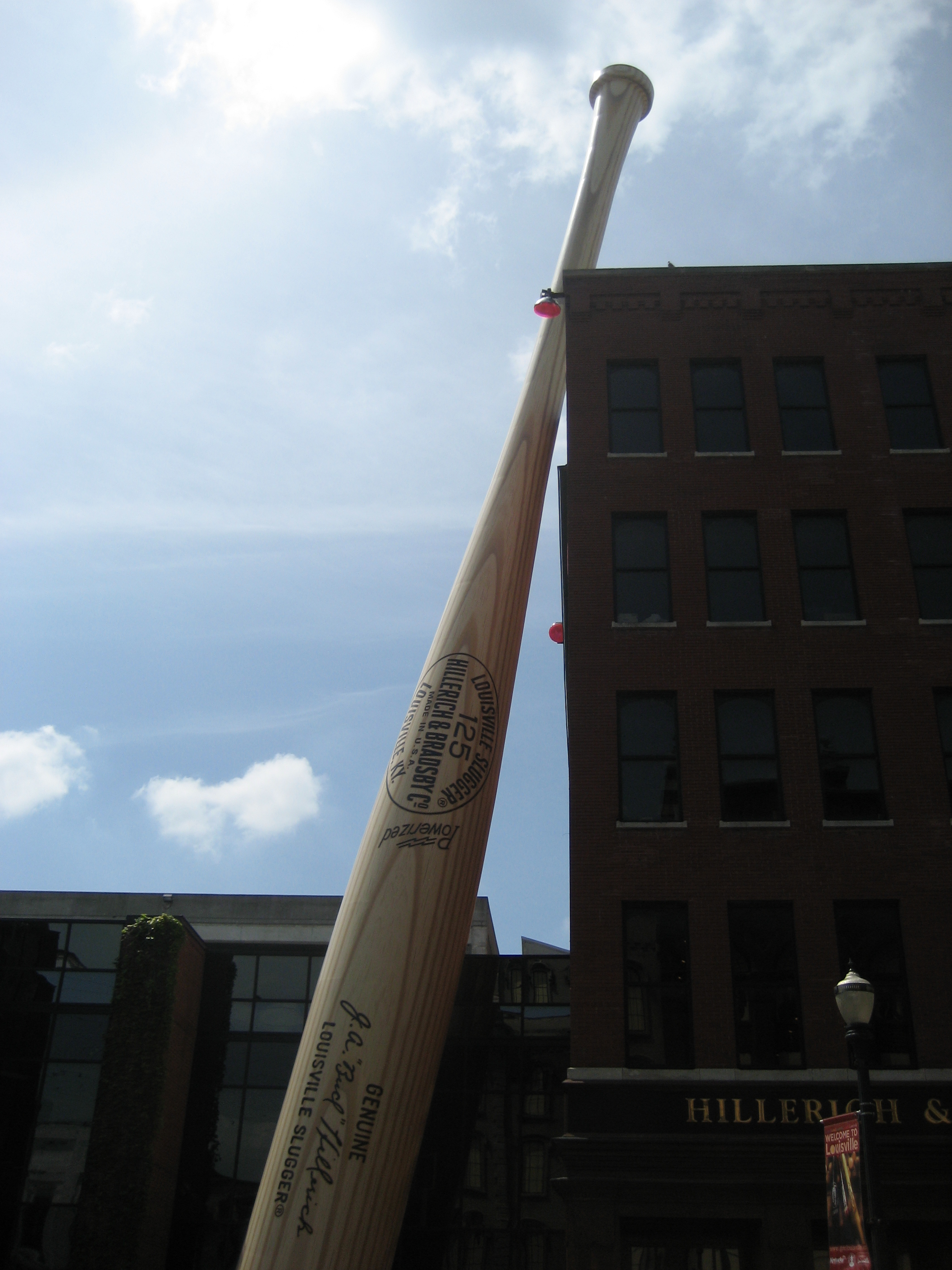
The "Largest Bat in the World"とLouisville Slugger Museum & Factory

1883年、父の木材店で働いていた当時17歳のバド・ヒラリックがピート・ブラウニングのためにバットを作り、ブラウニングがそのバットで3安打したことがきっかけで、そのバットの評判を聞いた選手が多く駆けつけ、依頼が殺到する様になり、ヒラリックは翌年の1884年にルイビルスラッガーを設立した。
そして、1923年にはバット市場でトップシェアを得るようになったが、これはベーブ・ルース（当時ニューヨーク・ヤンキース）の功績によるところが大きい。当時はルースが多くのホームランを打ちファンを熱狂させていた時代であり、選手の間でも彼の使っていたバットが注目され、その後多くの選手が同社のバットを使用する様になった。
1980年にはその年のリーグの最も打撃の優れた選手たちに送られるシルバースラッガー賞を創設。
創業からこれまでに販売してきたバットの本数は1億本以上と言われている。
2015年3月、ウイルソン・スポーティング・グッズがブランドを7000万ドルで取得したと発表された。

## 日本の野球選手との関係
アメリカの用具メーカーのため、日本のプロ野球やアマチュア野球での使用事例は少ないが、以下の契約・使用実績がある。
長嶋茂雄は現役時代、ルイビルのバットを使用していたことがあった。1959年の天覧試合で2本のホームランを打ったが、この時のバットは試合当日の朝に選んだ、枕元に並べた5本のうちの真ん中のルイビルのものだったという。この当時はアル・シモンズ、ラルフ・カイナー、アル・ケーラインといった大リーガーごとのモデル（バットの仕様）が販売されていた。
同社の博物館、入場券売り場付近の壁には、これまで同社と契約した約4,000選手の名前が年代順に掲示されている。その中の日本コーナーでは、前述の長嶋ら22人の名前（1972年まで）があるという。保管室に並んだ約3,000選手のバットのモデルの中には張本勲のバットもあるという。王貞治のバットもあるが本人によると、王モデルを作りたいという依頼によるもので、現役時代は日本製を使っておりルイビルのものはプレーでは使用していないという。
ウォーレン・クロマティ、香田勲男、仁村徹、仁村薫、佐々木修などもかつて契約選手として、同ブランドを使用していた。
現在はウイルソン社契約選手の埼玉西武ライオンズ・外崎修汰と広島東洋カープ・小園海斗がルイビルスラッガーのバットを使用している。